# 353171 Cosmebauçà
353171 Cosmebauçà è un asteroide della fascia principale esterna. Scoperto nel 2009, presenta un'orbita caratterizzata da un semiasse maggiore pari a 3,070052 UA e da un'eccentricità di 0,244173, inclinata di 11,049099° rispetto all'eclittica.
È dedicato a Cosme Bauçà i Adrover, storico spagnolo. Trascorse parte della sua vita in Sud America, dove lavorò come professore di Storia ecclesiastica e come vicario in Brasile. Al suo ritorno a Maiorca, tra il 1921 e il 1948, scrisse l'opera storica in sei volumi Història de Felanitx.